# Версуа (река)
Версуа́ (фр. Versoix) — река во Франции (регион Овернь — Рона — Альпы) и Швейцарии (кантоны Во и Женева). Длина — 21,8 км. Бассейн охватывает территорию 88 км². Река берёт начало в горах Юра. Впадает в Женевское озеро на высоте 373 м над уровнем моря около города Версуа.